# Dieter Kudorfer
Dieter Kudorfer (* 11. April 1940 in Hutthurm) ist ein deutscher Historiker und Bibliothekar.

## Leben und Wirken
Dieter Kudorfer studierte Germanistik und Romanistik an der Universität München. Nach seinem Staatsexamen für den höheren Schuldienst (1966) promovierte er dort 1972. Als Bibliotheksreferendar trat er im gleichen Jahr in die Ausbildung für den höheren Bibliotheksdienst ein und legte die Fachprüfung hierfür 1974 an der Bayerischen Bibliotheksschule ab. Bis 1976 war er an der Universitätsbibliothek Augsburg tätig. von 1976 bis 2005 dann an der Bayerischen Staatsbibliothek, zuletzt als Bibliotheksdirektor. Dort arbeitete er an der Handschriften- und Inkunabelabteilung. Nach dem Eintritt in den Ruhestand arbeitete er als freier Mitarbeiter bei der Handschriftenerschließung an der Staatlichen Bibliothek Passau. 
Neben seinen historischen Arbeiten zur bayerischen Landesgeschichte (insbesondere zum Nördlinger Ries und zur Grafschaft Oettingen) hat Kudorfer vor allem lateinische und deutsche Handschriften der Bayerischen Staatsbibliothek und der Staatlichen Bibliothek Passau erschlossen.

## Schriften (Auswahl)
- Das Ries zur Karolingerzeit. Herrschaftsmodell eines reichsfränkischen Interessensgebiets. In: Zeitschrift für Bayerische Landesgeschichte, Bd. 33 (1970), S. 470–541.
- Der Augsburger Hochstiftsbesitz im Oettingischen. Grundherrschaft und adelige Vogteigewalt an schwäbischen Beispielen. In: Zeitschrift für Bayerische Landesgeschichte, Bd. 36 (1973), S. 39–71.

- Nördlingen (= Historischer Atlas von Bayern, Teil Schwaben, Reihe 1, Bd. 8). Kommission für Bayerische Landesgeschichte, München 1974, ISBN 3-7696-9886-X (= Dissertation Universität München 1972 u.d.T.: Die Herrschaftsbildung im Ries. Historische Kräfte und Formen der Staatlichkeit im Kreis Nördlingen und angrenzenden Gebieten).
- Die Grafschaft Oettingen. Territorialer Bestand und innerer Aufbau (um 1140 bis 1806) (= Historischer Atlas von Bayern, Teil Schwaben, Reihe 2, Bd. 3). Kommission für Bayerische Landesgeschichte, München 1985, ISBN 3-7696-9936-X.
- (Red.): Johann Andreas Schmeller 1785–1852. Bayerische Staatsbibliothek, Gedächtnisausstellung zum 200. Geburtsjahr [31. Okt. 1985 – 11. Jan. 1986]. Oldenbourg, München 1985, ISBN 3-486-52821-1.
- Die Entstehung der Grafschaft Oettingen. In: Rieser Kulturtage, Bd. 6,1 (1986/1987), S. 234–251.
- Katalog der lateinischen Handschriften der Bayerischen Staatsbibliothek München. Bd. 9: Clm 28461 – 28615 (= Catalogus codicum manu scriptum Bibliothecae Monacensis, Bd. 4,9). Harrassowitz, Wiesbaden 1991, ISBN 3-447-03171-9.
- Bücher aus der Privatsammlung König Ottos I. von Griechenland in der Bayerischen Staatsbibliothek. In: Bibliotheksforum Bayern, Bd. 22 (1994), S. 26–43.
- Die deutschen Handschriften der Bayerischen Staatsbibliothek München. Bd. 11: Die neuzeitlichen Handschriften aus Cgm 5155–5500 (= Catalogus codicum manu scriptum Bibliothecae Monacensis, T. 6, Ps.11). Harrassowitz, Wiesbaden 2000, ISBN 3-447-04219-2.
- (Red.): Lebendiges Büchererbe. Säkularisation, Mediatisierung und die Bayerische Staatsbibliothek. Eine Ausstellung der Bayerischen Staatsbibliothek, München, 7. November 2003 – 30. Januar 2004 (= Ausstellungskataloge / Bayerische Staatsbibliothek, Bd. 74). München 2003, ISBN 3-9807702-3-0.
- Die historische und literarische Bedeutung der Handschrift mit den "Freisinger Denkmälern". In: Bibliotheksforum Bayern, Bd. 32 (2004), S. 233–253.
- Die deutschen Handschriften der Bayerischen Staatsbibliothek München. Bd. 12: Die neuzeitlichen Handschriften aus Cgm 5501–5800 (= Catalogus codicum manu scriptum Bibliothecae Monacensis, T. 6, Ps.12). Harrassowitz, Wiesbaden 2011, ISBN 978-3-447-06618-1.
- Die Handschriften der Staatlichen Bibliothek sowie der Bischöflichen Bibliothek Passau. Dietmar Klinger Verlag, Passau 2020, ISBN 978-3-86328-165-6.